# Алкимеда
Алкиме́да (др.-греч. Ἀλκιμέδη) — персонаж греческой мифологии.
Дочь Филака и Климены (Климена?), супруга царя Иолка Эсона, мать предводителя аргонавтов Ясона (по версии Ферекида, принятой Аполлонием Родосским и Валерием Флакком).
Пелий, брат Эсона по матери, отнял у него власть в Иолке. Чтобы сохранить только что родившегося Ясона, Алкимеда оплакала его как мертворожденного, а затем тайком отнесла на гору Пелион и отдала на воспитание кентавру Хирону. Валерий Флакк описывает, как Алкимеда прощается с Ясоном перед отплытием аргонавтов.
Когда Пелий вынудил её мужа Эсона покончить самоубийством и безжалостно разбил о пол дворца голову их маленького сына Промаха, родившегося уже после отплытия аргонавтов, Алкимеда покончила с жизнью, прокляв узурпатора. По другой версии, жену Эсона и мать Ясона звали Полимеда.